# Lányok egyenruhában
A Lányok egyenruhában (eredeti cím: Mädchen in Uniform) 1958-ban bemutatott NSZK-francia filmdráma Radványi Géza rendezésében. A film a Lányok az intézetben (1931) remake-je.

## Cselekmény
A történet 1910-ben Potsdamban kezdődik egy fiatal lány, Manuela von Meinhardis (Romy Schneider) főszereplésével, aki anyja halála után egy nemesi nevelőintézetbe kerül nénikéje elhatározására. A nevelőintézetben inkább a katonai szigor, mintsem az együttérzés mondható el, hiszen az igazgatónő (Therese Giehse) nagyon fukarul bán a gyermekek étel adagjának beosztásával, a ruháztatásokat is más által már viselt darabokkal pótolja, emellett a diákoknak tilos levelet írniuk családtagjaiknak. Persze a lányok ezt is ügyesen megoldják, sőt egyes szabályokat is sikeresen kicseleznek. Bár Manuela mindent megtesz azért, hogy beilleszkedjen az új nevelőintézetbe, azonban lélekben egyre üresebbnek érzi magát, mindaddig amíg meg nem ismeri a mindenki által emlegetett és kedvelt tanárnőjüket, Fraeulein Elisabeth von Bernburg kisasszonyt (Lilli Palmer). 
Manuela eleinte igen összezavarodott lelki állapotát a tanárnő elnézően kezdi kezelni, egyben esélyt ad a lánynak, hogy javítson. De mivel sajnálja is a lányt anyja elvesztéséért, ezért sokkal engedékenyebben és segítőkészségesebben bán vele, mint a többiekkel. A diákok közül fel is figyelnek erre a diák-tanár viszonyra. Miközben Manuela rokonszenve a tanárnő iránt öntudatlanul, de átcsap rajongásba. Az igazgatónőnek születésnapja alkalmával a nevelőintézet ünnepséget rendez, ahol a vendégek előtt a diákok Rómeó és Júlia színművét adják elő. Manuelanak jut a Rómeó szerep, de mivel úgy érzi, hogy nem tudja igazán átélni a szöveget, így imádott tanárnőjéhez fordul segítségért, akihez közel hajolva végül szájon csókol, amit a tanárnő is igen megmagyarázhatatlan eseménynek könyvel el, de mégis elnézi Manuela közeledését, próbálva nem tetőzni, de főként nem észrevenni azt. Majd ezt követően az ünnepségen Manuela alakítása egy hatalmas sikert ér el a vendégek nagy tetszésére. 
Az est későbbi időpontjában a lányok részére a konyháról puncskoktél érkezik, amiből köszönhetően Manuela többet iszik a kelleténél, majd hangosan jelenti ki mindenki hallatára, hogy von Berburg kisasszonyt szereti, aminek következményeképp a többiek megvetik és megbotránkoznak rajta, majd viselkedéséért elzárják a többiektől. Másnap viszont a hercegnő tiszteletét szeretné tenni az igazgatónő születésnapja alkalmából, amikor arra kéri a nevelőintézet tanárait, hogy Manuelát különös bánásmódban részesítsék, mert nagyon kedves barátnője volt az édesanyja egykor. Ez nem tetszik az igazgatónőnek, de fejet kell hajtania a hercegnő akarata előtt, azonban úgy dönt, hogy akkor Berburg kisasszonyt tanácsolja el az intézetből. Manuela, mivel azt hiszi, hogy imádott tanárnője is cserben hagyta, véget akar vetni életének és le akarja vetni magát az emeletről, de az utolsó pillanatban sikerül megmenteni őt. Végül az igazgatónő együttérzést és megbánást tanúsítva jelenik meg a lány szobájában, és arra kéri meg Berburg kisasszonyt, hogy mégis maradjon, azonban a tanárnő úgy dönt, hogy azzal tesz jót a lánynak, ha elhagyja a nevelőintézetet.

## Szereplők[4]
- Fraeulein Elisabeth von Bernburg – Lilli Palmer
- Manuela von Meinhardis – Romy Schneider
- Igazgatónő – Therese Giehse[3]
- Miss Evans – Margaret Jahnen
- Fräulein von Racket – Blandine Ebinger